# Javier Moliner Gargallo
Javier Moliner Gargallo (Castelló de la Plana, 1975) és un polític i empresari valencià, president de la Diputació de Castelló de 2011 a 2019 pel Partit Popular (PP).

## Biografia[1]
Moliner és enginyer industrial per la Universitat Jaume I de Castelló, formació que completa amb el Títol superior de Seguretat Industrial a la Universitat Politècnica de Catalunya. Abans d'iniciar-se en la política fou professor d'Enginyeria Elèctrica a la Universitat Jaume I de 2001 a 2005.
Militant del PP, Javier Moliner accedeix al consistori castellonenc com assessor de la mà de l'aleshores regidor d'urbanisme Alberto Fabra. El 2001 aconsegueix l'escó de regidor encarregant-se de les àrees de mobilitat i sostenibilitat i el 2005 l'àrea d'urbanisme. El 2007, ja amb Alberto Fabra com a alcalde, Moliner ascendeix a vice-alcalde de Castelló.
Al congrés provincial del PP celebrat a Peníscola el 2008 és nomenat successor de Carlos Fabra a la presidència de la Diputació de Castelló, càrrec que assumí el juny de 2011 fins al 2019 quan deixa la política.
Des de la seua retirada de la política es dedica a l'empresa familiar, Innova Business Advisors & Consultants, la matriu d'un tinença multisectorial que agrupa huit companyies, així com a la seua pròpia empresa de consultoria i acompanyament empresarial.